# Liste der Bodendenkmäler in Bedburg
Die Liste der Bodendenkmäler in Bedburg enthält die denkmalgeschützten unterirdischen baulichen Anlagen, Reste oberirdischer baulicher Anlagen, Zeugnisse tierischen und pflanzlichen Lebens und paläontologischen Reste auf dem Gebiet der Stadt Bedburg im Rhein-Erft-Kreis in Nordrhein-Westfalen (Stand: September 2020). Diese Bodendenkmäler sind in Teil B der Denkmalliste der Stadt Bedburg eingetragen; Grundlage für die Aufnahme ist das Denkmalschutzgesetz Nordrhein-Westfalen (DSchG NRW).
| Bild | Bezeichnung                        | Lage | Beschreibung | Bauzeit | Eingetragen seit | Denkmal- nummer |
| ---- | ---------------------------------- | ---- | ------------ | ------- | ---------------- | --------------- |
|      | Gut Etgendorf                      |      |              |         |                  | 1               |
|      | Zenshof mit Grabenzone             |      |              |         |                  | 2               |
|      | alter Hahnerhof                    |      |              |         |                  | 3               |
|      | Gut Hohenholz                      |      |              |         |                  | 4               |
|      | Gut Kaiskorb                       |      |              |         |                  | 5               |
|      | Schopenhof                         |      |              |         |                  | 6               |
|      | Gut Gommershoven                   |      |              |         |                  | 7               |
|      | Ivenhof                            |      |              |         |                  | 8               |
|      | Hügel unter dem Hahnerkreuz        |      |              |         |                  | 9               |
|      | Ackerfläche Fundstelle             |      |              |         |                  | 10              |
|      | Burgruine Alt-Kaster               |      |              |         |                  | 11              |
|      | Stadtbefestigung Alt-Kaster        |      |              |         |                  | 12              |
|      | Römische Villa                     |      |              |         |                  | 13              |
|      | Römische Siedlungsstelle           |      |              |         |                  | 14              |
|      | Schloß Bedburg                     |      |              |         |                  | 15              |
|      | Kasterer Acker                     |      |              |         |                  | 16              |
|      | Frankenfriedhof / im BP 43-Bedburg |      |              |         |                  | 17              |